# William J. Willis
William J. Willis (* 15. September 1932 in Fort Smith, Arkansas; † 1. November 2012 in Dobbs Ferry, New York) war ein US-amerikanischer experimenteller Teilchenphysiker.

## Leben
William Willis studierte Physik an der Yale University, an der er 1958 bei Earle Fowler promoviert wurde. Gegenstand der Dissertation war die Entwicklung von Blasenkammern in der Gruppe von Ralph P. Shutt. Danach war er am Brookhaven National Laboratory (BNL), wo er mit Blasenkammern schwache Zerfälle von Kaonen und Hyperonen beobachtete. 1961/62 war er am CERN, wo er an Experimenten zu schwachen Zerfällen von Hyperonen beteiligt war, die die Cabibbo-Theorie der schwachen Wechselwirkung bestätigten. 1965 wurde er Professor an der Yale University. Von 1973 bis 1991 war er am CERN, wo er Experimente am ISR unternahm, damals neuartige Detektor-Konzepte propagierte (woraus am ISR das Axial Field Spectrometer entstand, mit dem erste Jet-Ereignisse beobachtet wurden), die später Standard an Hadron-Collidern wurden, und sich später Schwerionenstößen zuwandte (mit dem Ziel der Beobachtung von Quark-Gluon-Plasmen), und seit 1991 ist er Eugene Higgins Professor für Physik an der Columbia University. Nach dem Scheitern des Superconducting Super Collider suchte er Wege, die US-Physiker in die LHC-Pläne am CERN einzubinden und war 1993 Mitglied der ersten US-Delegation dazu am CERN. In den 2000er Jahren war er (bis 2005) Projektmanager in der US-Abteilung der ATLAS-Kollaboration am Large Hadron Collider des CERN.
Von 1994 bis 2010 war er Assistant Director des BNL. Er unterstützte dort unter anderem den Bau des Schwerionenbeschleunigers RHIC, der 2000 in Betrieb ging, und leitete in den 1980er Jahren das technische Komitee für den RHIC. In jüngster Zeit brachte er seine Expertise für Detektoren mit flüssigem Argon in die Planung der Neutrinoexperimente am Fermilab ein (micro-BooNE Experiment).
Er war Fellow der American Physical Society und erhielt 2003 den Panofsky-Preis für die Entwicklung und Anwendung einer Reihe innovativer Techniken, die später breite Anwendung in der Teilchenphysik fanden, insbesondere Kalorimetrie mit flüssigem Argon, Elektronennachweis durch Beobachtung von Übergangs-Strahlung (Transition Radiation Detectors) und  Hyperon-Strahlen. Er war seit 1993 Mitglied der American Academy of Arts and Sciences.
Willis war verheiratet und hatte eine Tochter sowie vier Söhne.